# Colli Alti
I Colli Alti sono un'area geografica della provincia di Vicenza orientale, ricadente prevalentemente nei comuni di Pove del Grappa, Solagna e Valbrenta.
Si tratta di una sorta di ampio terrazzo a strapiombo sul canale di Brenta e delimitato a nordovest dalle cime del massiccio del Grappa.
I Colli Alti si caratterizzano per la presenza di pianori intervallati a valli e dossi, sui quali si estendono prati e boschi di faggio e abete. Per quanto riguarda la geografia antropica, sono presenti alcuni agglomerati abitati solo stagionalmente (tra questi il Villaggio del Sole, San Giovanni, il Lepre) e diverse strutture ricettive. L'area è infatti frequentata come località turistica estiva ed invernale di interesse escursionistico e paesaggistico.
La principale via d'accesso per i Colli Alti è costituita dalla strada provinciale 148 "Cadorna" che risale le pendici meridionali del monte La Gusella partendo da Romano d'Ezzelino. La località è altresì raggiungibile tramite i numerosi sentieri che partono dal fondo del canale del Brenta.
Il toponimo sarebbe un riferimento alla famiglia trevigiana dei Collalto che ne fu feudataria; successivamente passò agli Ezzelini. In tempi più recenti la zona è stata coinvolta nei combattimenti della prima guerra mondiale e della Resistenza.